# Willingen (Upland)
Willingen – gmina uzdrowiskowa w Niemczech, w kraju związkowym Hesja, w rejencji Kassel, w powiecie Waldeck-Frankenberg, w górach Rothaargebirge, u podnóża Langenbergu. Liczy 6070 mieszkańców (31.12.2015).

## Skocznia narciarska
W miejscowości znajduje się skocznia narciarska Mühlenkopfschanze o punkcie konstrukcyjnym K-130, która corocznie gości cykl Pucharu Świata. Rekordzistą skoczni jest Johann Andre Forfang, który skoczył w konkursie w 2024 roku 155.5 m.

## Galeria

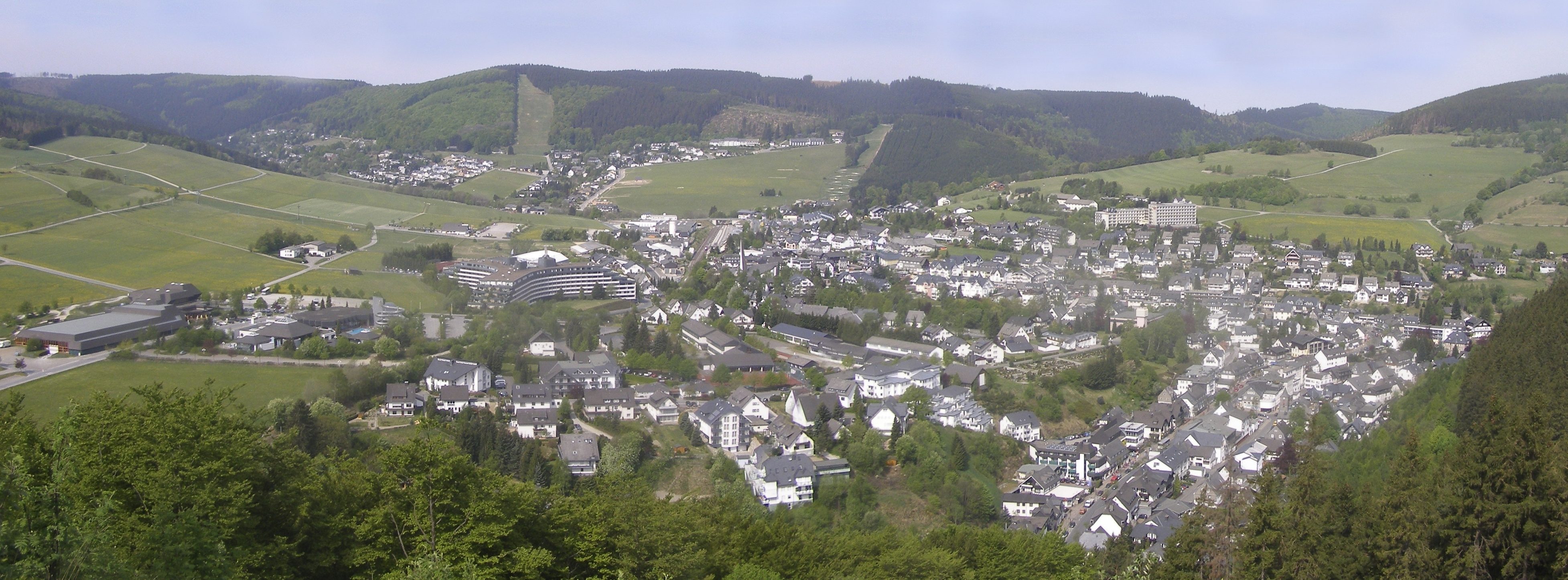
Panorama Willingen
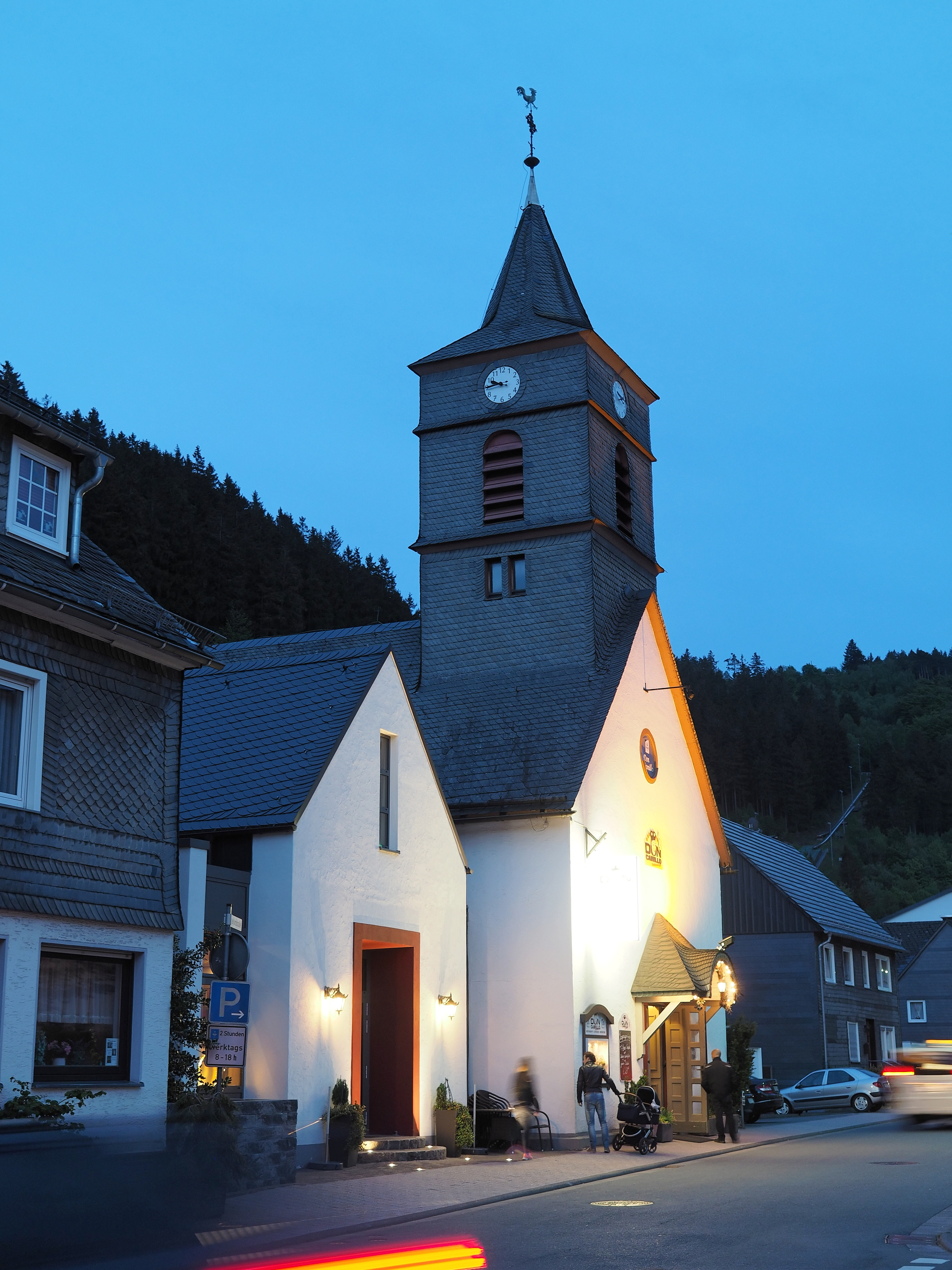
Dawny kościół ewangelicki w Willingen
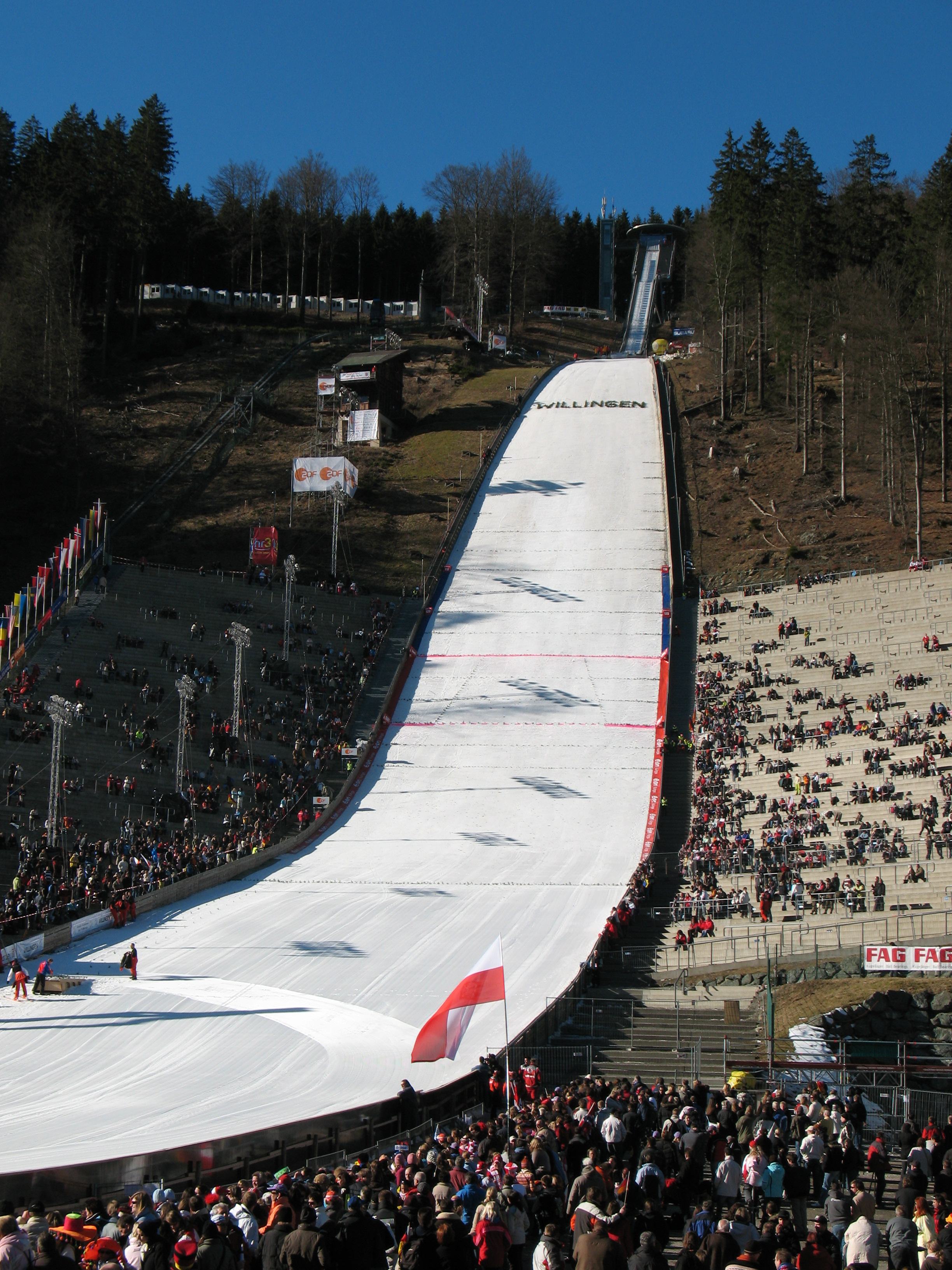
Skocznia narciarska Mühlenkopfschanze w Willingen